# 威力手套 (樂團)
威力手套（英語：Power Glove）是一支來自澳大利亞墨爾本的電子音樂和合成波二人組，該樂團的名字是由任天堂為紅白機發布的控制器威力手套命名的。他們為2013年4月發行的《極地戰嚎3：血龍》製作了音樂，該配樂獲得了評論家的一致好評。

## 歷史
威力手套在墨爾本成立，是由麥可·比恩（Michael Biehn）和麥可·杜迪考夫（Michael Dudikoff）組成的電子音樂、合成波二人組。事實上，二人組由賈羅姆·哈姆斯沃斯（Jarome Harmsworth）和喬爾·哈姆斯沃斯（Joel Harmsworth）兄弟組成。哈姆斯沃斯兄弟選擇「威力手套」這個名字是基於他們對任天堂1989年威力手套廣告的著迷。

## 職業生涯
兩人為《極地戰嚎3：血龍》（2013年）製作了配樂，這是一款模仿20世紀80年代復古未來主義的電子遊戲，《極地戰嚎3：血龍》的遊戲總監迪恩·埃文斯（Dean Evans）聯繫了他們，詢問他們是否願意為遊戲創作配樂。威力手套指出，他們對遊戲配樂的工作方向是基於非常簡潔的指示：「好吧，伙計們，三個詞，紫色、激光、光束」。
該二人組還出演了2019年的紀錄片《合成波的崛起》，該片探討了合成波流派的起源和發展，並與現場的其他多位作曲家一起出現，其中包括約翰·卡本特，他在這部電影中擔任主演和旁白。

## 作品列表

### 單曲
| 單曲名                                                      | 年份   | 唱片公司                |
| ----------------------------------------------------------- | ------ | ----------------------- |
| Street Desire                                               | 2012年 | NewRetroWave            |
| Hot For Destiny                                             | 2012年 | NewRetroWave            |
| Fatal Affair                                                | 2017年 | Lakeshore Records       |
| Phantasy                                                    | 2019年 | NewRetroWave            |
| Aeon（和Pylot合作製作）                                     | 2020年 | NewRetroWave            |
| Brain Jack                                                  | 2020年 | Self release            |
| Feel It (Music from the Netflix Original Series High Score) | 2020年 | Maisie Music Publishing |
| Wolf                                                        | 2021年 | So Bad                  |

## 外部連結
官方网站
威力手套的SoundCloud页面